# بعد فابنيك-تشيرفونينكيس
في نظرية فابنيك-تشيرفونينكيس ، يعد بُعد فابنيك-تشيرفونينكيس (VC) مقياسًا للقدرة ، التعقيد ، القوة التعبيرية ، الثراء ، أو المرونة .
لمجموعة من الوظائف التي يمكن تعلمها بواسطة خوارزمية للتصنيف الثنائي الإحصائي. يتم تعريفها على أنها أكبر مجموعة من النقاط التي يمكن لخوارزمية تحطيمها ، مما يعني أن الخوارزمية يمكنها دائمًا تعلم مصنف مثالي لأي تصنيف لنقاط البيانات المتعددة.
تم تعريف هذا البُعد في الأصل من قبل فلاديمير فابنيك وأليكسي تشيرفونينكيس.
ترتبط قدرة نموذج أي تصنيف بمدى تعقيده. على سبيل المثال ، ضع في اعتبارك عتبة متعددة الحدود ذات الدرجة العالية: إذا تم تقييم كثير الحدود فوق الصفر ، يتم تصنيف هذه النقطة على أنها موجبة ، وبخلاف ذلك يتم تصنيفها على أنها سالبة. يمكن أن تكون
كثيرة الحدود ذات درجة عالية متذبذبة ، لذا يمكن أن تناسب مجموعة معينة من نقاط التدريب جيدًا. لكن يمكن للمرء أن يتوقع أن المصنف سيرتكب أخطاء في  أي نقاط أخرى ، لأنها شديدة التذبذب . مثل هذا كثير الحدود لديه قدرة عالية. بديل أبسط بكثير هو عتبة
دالة خطية. قد لا تتناسب هذه الوظيفة مع مجموعة التدريب جيدًا ، لأنها ذات سعة منخفضة.